# Epístata
El epístata (griego ἐπιστάτης, epistátês, «el que está situado por encima», de ἐφίστημι / epístêmi, «situar») es, originalmente, un magistrado de la Antigua Grecia, cuyas atribuciones y designación varían de una ciudad a otra. Literalmente, sería traducible por «el que vigila » o mejor, «supervisor».

## Atenas democrática
En la Atenas democrática es uno de los 500 bouleutas de una de las 10 pritanías, elegido por sorteo, cuyo cargo no dura más que un día completo. Está encargado de guardar el Tholos (edificio o sede de los pritanos), de velar por el sello del Estado, y las llaves del Metroón (los archivos públicos). Cuando la  Boulé  (Consejo de los Quinientos) o la Ekklesía (Asamblea del pueblo) son convocadas por los otros pritanos, nombra a los nueve arcontes, ciudadanos no pritanos encargados de contabilizar los votos, y un segundo epístata con el que dirige la sesión. 
Mediante el procedimiento de la grafé paranomon  (en griego antiguo: ἡ γραφή παρά νόμων), si una ley era juzgada contraria a las normas de la polis, el autor de esa ley y el epístata que había dirigido la sesión en que se adoptó, podían ser gravemente condenados. Así pues, el epístata era moralmente responsable de las leyes que se adoptaban durante su corto mandato. Su función, aunque esencialmente honorífica, era indispensable para el buen funcionamiento de las instituciones democráticas.

## Macedonia
En las ciudades de Macedonia, se encuentra también un magistrado llamado epístata.
Según la historiografía tradicional, este epístata es solo un funcionario nombrado por el rey en ciertas ciudades para representar su autoridad y hacer aplicar sus decisiones.
El examen de las fuentes epigráficas disponibles sobre estos personajes permite mostrar que están presentes en todas las ciudades; que son naturales de las ciudades donde ofician y no son pues extranjeros, pertenecen, de hecho, a las grandes familias; su nombre es utilizado como fórmula de datación, lo que demuestra que son una magistratura epónima anual.
En Berea y Anfípolis, su título completo es épistatès tôn archontôn (epístata de los arcontes), lo que indica que es el magistrado jefe de la ciudad, el presidente del consejo y de la asamblea.
La uniformidad de esta magistratura a través de todas las ciudades de Macedonia, de orígenes, por tanto, muy diversos, indica que se trata de una institución impuesta por el rey para organizar todas las ciudades de la misma manera y disponer de interlocutores equivalentes. Los reyes tratan directamente con los epístatas de las ciudades, y no con el puebloen la asamblea. Los epístatas son los responsables de la aplicación de las decisiones reales: a diferencia de los magistrados de las ciudades clásicas, no son responsables solo ante la asamblea de los ciudadanos.
La cuestión de saber si el epístata es nombrado por el rey o elegido por la comunidad cívica no está contrastada: parece más probable que la elección fuera por designación.
Al final de la época antigónida, los epístatas desaparecen: son reemplazados en cada ciudad por dos politarcas. El carácter colegial de esta nueva magistratura muestra que es más democrática que la del epístata.

## Siria ptolemaica
En las ciudades de la Siria ptolemaica, es un comisario real, encargado sobre todo de los templos de Jerusalén y de Gazirim. 
Este término se encuentra también bajo el dominio seléucida en el momento de las guerras con los Macabeos. 
También se halla en Rodas, en la Perea.